# Jag måste kyssa dig (musikalbum)
Jag måste kyssa dig är ett studioalbum av den svenska sångerskan Nanne Grönvall, släppt 21 mars 2007. Det låg som bäst på fjärde plats på den svenska albumlistan. Tre av albumspåren släpptes på singelskiva; Jag måste kyssa dig, som Nanne även tävlade med i Melodifestivalen 2007, Ännu en dag samt Pissenisse. Den sistnämnda hade störst framgång på svenska singellistan, då den klättrade till plats fyra.
Bortsett från den svenska versionen av Bridge over Troubled Water, består albumet av två låtar som givits ut på skiva tidigare; Hornen i pannan hade Nanne skrivit till Cecilia Vennersten, som tog med den på sitt debutalbum 1995 och Viskaren fanns med på Nannes första soloalbum Cirkus Homo Sapiens 1998.

## Låtlista
1. Jag måste kyssa dig
2. Pissenisse
3. Som en bro över mörka vatten (Bridge over Troubled Water)
4. Desperat
5. Kom hit (duett med Paul Rein)
6. Hur kan jag va så dum
7. Ännu en dag
8. Se men inte röra
9. Viskaren
10. Skor
11. Hornen i pannan
12. Livet det måste levas live